# Мухаммад Трік
Хаджи Мухаммад Трік (араб. الحاج محمد باشا; д/н — 1682) — 1-й дей Алжиру в 1671—1682 роках. Засновник так званного Алжирського намісництва (действа). Відомий також як Мухаммад I.

## Життєпис
Про його походження обмаль відомостей. Здійснив хадж до Мекки, про що свідчить його почесне ім'я. В подальшому був одним з раїсів (голів) алжирських піратів.
У 1660-х роках Алжирське бейлербейство переживало кризу: османський султан більше уваги приділяв європейському і кавказькому напрямкам; в Алжирі владу захопили яничарські аги, але не могли впоратися з загрозами з боку Іспанії та Франції.
У 1671 році внаслідок повстання раїсів Алі-агу було повалено й старчено. Влада від аги перейшла до дея, яким було обрано Мухаммада Тріка. Посада паші, яку обіймав османський представник Ісмаїл, остаточно стала номінальною. На чолі яничар Трік поставив свого зятя Бабу-Хасана. Також було впроваджено посаду нубаджі, що тепер відповідав за державну скарбницю. Вплив яничар обмежено було військом. Запроваджується система бейств.
В зовнішній політиці обрав активне втручання у справи сусідів. 1673 року надав війська Хадір Гайлану, що в Тетуані повстав проти Мулай Ісмаїла, султана Марокко. Після поразки Хадіра продовжив політику на послаблення Марокко. 1675 року підтримав повстання Ахмада ад-Ділаї, нащадка голови таріката (суфійського братства) Діла, знищено у 1668 році. Втім той зазнав поразки у 1676 році. Також підтримав заколот Алі проти свого брата Мухаммада, бея Тунісу.
У 1678 році володіння дея зазнали нападу марокканського війська. Мулай Ісмаїл вдерся до гір Амур. Проте 1679 року загони Баба-Хасана завдали супротивникові поразки. Було у кладено угоду про встановлення кордону між Марокко і Алжиром в районі міста Уджда. Того ж року виступив посередником між брата Алі і Мухаммада щодо правління в Тунісі.
Разом з тим дей твердо відстоював самостійність Алжиру у відносинах з європейськими країнам. він не дав можливості іспанцям захопити Тлемсен, відкинув вимогу надати англійським купцям торгівельних привілеїв. При цьому сприяв розвитку піратства, що завдало великої шкоди торгівлі в Західному Середземномор'ї.
У відповідь французький флот на чолі із Авраамом Дюкеном 1680 року бомбардував Алжир, проте не домігся значного успіху. 1681 року Мухаммад Трік розпочав перемовини щодо звільнення французьких рабів, проте посилив напади алжирських піратів. Тоді Дюкен 1682 року з більшою потугою підійшов до Алжиру. Внаслідок бомбардувань було зруйновано майже усе місто. Дей погодився звільнити 1 тис. французів та припинити піратські напади. Після цього зрікся влади на користь зятя Баба-Хасана. Невдовзі за цим Мухаммад Трік помер.